# 坎泰洛
坎泰洛（義大利語：Cantello），是意大利瓦雷泽省的一个市镇。总面积9平方公里，人口4590人，人口密度510.0人/平方公里（2009年）。国家统计（ISTAT）代码为012030。